# Represa de Paso Severino
La represa de Paso Severino es una represa ubicada en el curso inferior de río Santa Lucía Chico en el departamento de Florida, Uruguay.

## Características

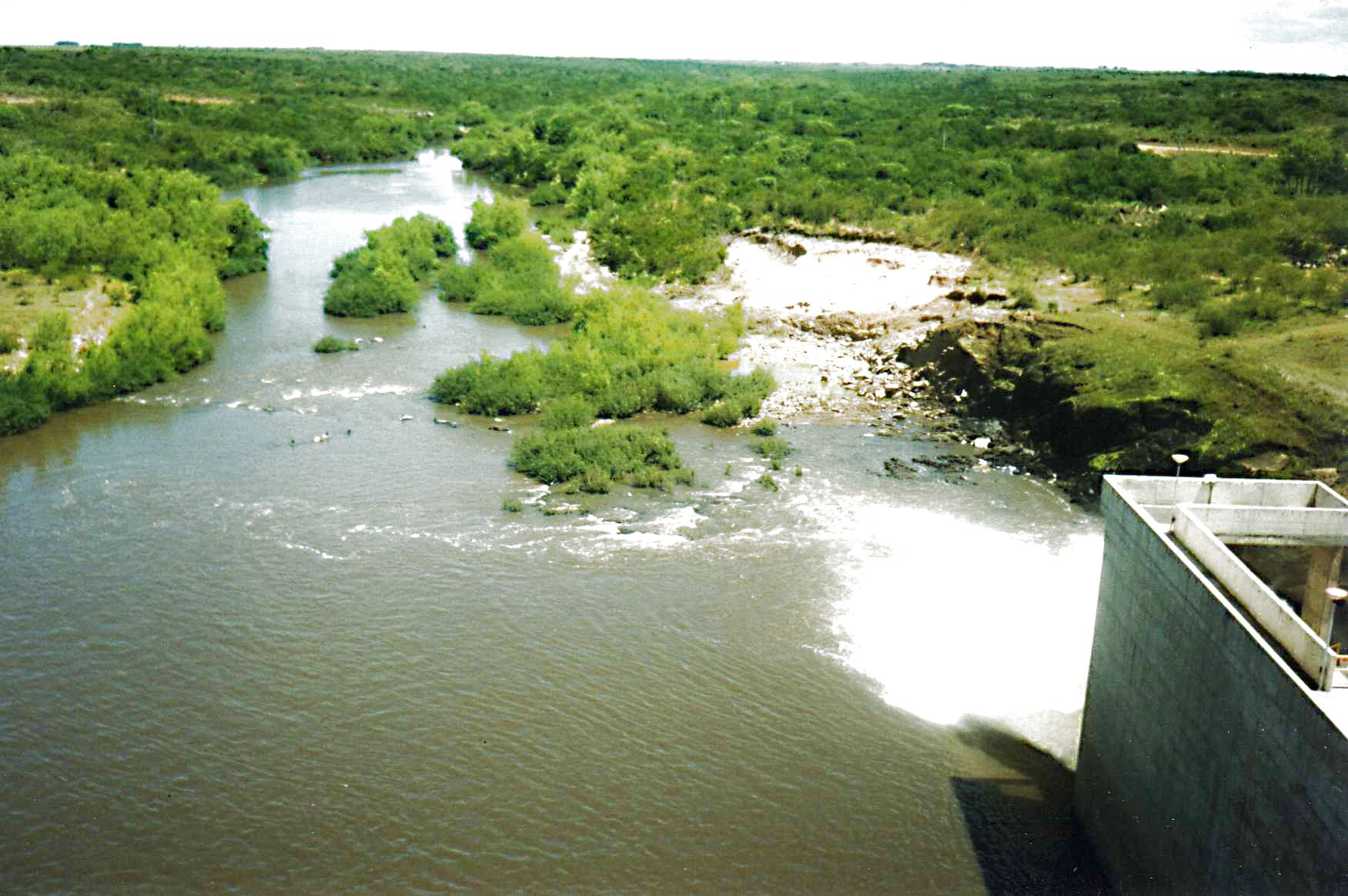
Represa de Paso Severino.

La represa fue construida entre los años 1983 y 2001. Su actual embalse es la principal reserva de agua dulce, que se destina para su potabilización y distribución en el área metropolitana de Montevideo, sirviendo a un 80% de la población del país. Esta represa trabaja a demanda de las necesidades de la represa de Aguas Corrientes, ya que sirve de reservorio de esta última, al estar conectadas por el curso de los ríos Santa Lucía Grande y Santa Lucía Chico.
En cuanto a las características de la represa, ésta tiene una longitud total de 710 metros y es de carácter mixto: cuenta con dos diques de tierra laterales y una parte central de hormigón, correspondiente al vertedero hidráulico, al evacuador de fondo y a la toma de agua para el abastecimiento (cota 23). Su cota de la cresta del vertedero es de 37 metros, siendo su cota máxima de agua de 40 metros. La capacidad del embalse es de 70 millones de metros cúbicos de agua, cubriendo un área de 20 km², con una profundidad media de 3.5 metros, y una cuenca de 2500 km².

## Turismo
Junto al embalse de la represa, se ha construido un complejo turístico, que es visitado durante todo el año . Este centro se encuentra a orillas del Santa Lucía Chico, tiene un alojamiento con 420 camas, salas de conferencias, canchas de futbol y básquet . Tiene un área Natural Protegida , rodeado por Monte Nativo Indígena.  Se pueden realizar actividades de senderismo, reconocimiento de flora y fauna autóctona y birdwatching entre otras .  El mismo se encuentra ubicado frente al lago, sobre la ruta 76, a 9 km de Mendoza Grande y de la ruta 5.

## Área Natural Protegida
En 2006 una importante área del lago de Paso Severino, en las cercanías de Villa 25 de Mayo, fue declarada Área Natural Protegida.
La zona se caracteriza por ecosistemas de praderas con especies de gramíneas que también sirve de alimento del ganado.
Luego de creado el embalse de Paso Severino, se han formado pequeñas zonas de bañados donde existen gran cantidad de plantas acuáticas y vegetación hidrófilas, allí anidan especies de aves migratorias.
También es característico el monte ribereño y monte de galería con la característica que sufrió la reubicación natural luego de haberse creado el embalse. Se han encontrado ejemplares de más de 200 años a 300 años y faltando ejemplares jóvenes en la zona.
La fauna se caracteriza por una rica variedad de aves migratorias que anidan en las riberas del lago.

## Sequía persistente 2020-2023
En mayo de 2023 la cota de la represa se ubicaba en 27,16 metros, su mínimo histórico y OSE estaba consumiendo unos 240 mil metros cúbicos diarios. Las autoridades del gobierno confiaban, que antes de junio habría algunas lluvias que permitirían “estirar” las reservas de Paso Severino. El volumen de agua calculado, que suele contener en situaciones habituales, es de 60.000.000 de metros cúbicos (m3), en marzo de 2023 había 25.621.940 m³, en mayo contenía 6.280.319 (apenas 10% de lo habitual).
El 17 de agosto el Instituto Uruguayo de Meteorología (INUMET) informó que en las 24 horas anteriores, habían caído 76 milímetros de precipitaciones en la represa de Paso Severino y 75,8 mm en el río Santa Lucía.
Elevando, con el consiguiente escurrimiento de la cuenca, la reserva de Paso Severino a 22 millones de metros cúbicos (22.000.000 m3).
Los primeros 20 días de agosto, sobre la presa de Paso Severino llovió un volumen acumulado de 81,6 mm y sobre Santa Lucía (próximo a Aguas Corrientes) llovieron 84,8 mm.
Con las lluvias de agosto, las reservas de Paso Severino volvieron a aumentar y superaron 33 millones de metros cúbicos (33.000.000 m3) la mitad de su capacidad total.

## Inundación en 2024
El nivel del lago alcanzó su máximo desde su construcción en 1986, llegando a la cota 42.95 metros, desbordó por primera vez sobre el vertedero de seguridad, dejando la Ruta 76 cortada.